# Святополк-Мирский, Дмитрий Иванович

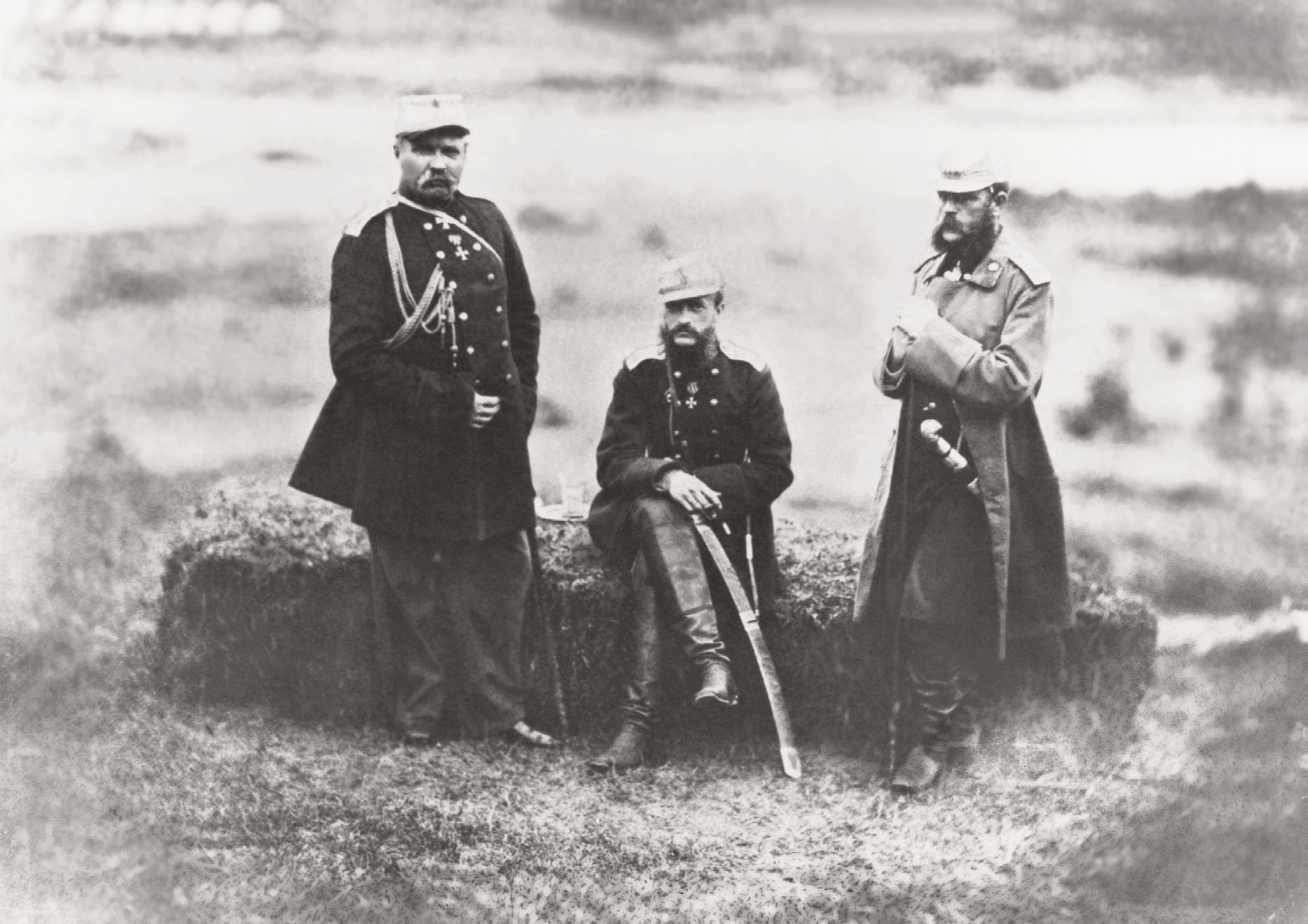
Командующий войсками на Западном Кавказе генерал от инфантерии граф Н. И. Евдокимов, наместник на Кавказ великий князь Михаил Николаевич и генерал-майор Д. И. Святополк-Мирский. Урочище Кбаада, 21 мая 1864

Князь (1861) Дмитрий Иванович Святополк-Мирский (1825—1899) — русский генерал от инфантерии из рода Святополк-Мирских, участник Кавказских походов, Крымской войны и русско-турецкой войны 1877—1878 гг.

## Биография
Родился в семье Ивана Семёновича Святополк-Мирского и Марцианы Савельевны, урождённой Ностиц-Ясковской. При рождении по польской традиции получил длинное имя Дмитрий Харитон Рюрик Мирон, составленное, однако, из греческих и русских имён. Крещён в православную веру. Братья: Владимир (1823—1861), Николай (1833—1898) и сестра Екатерина (?—1879).
Детство провел за границей с отцом, членом акционерного общества «Христианская компания по колонизации и цивилизации Африки». В 15-летнем возрасте юноша самовольно отправился в Россию.
Начал военную службу в 1841 году на Кавказе юнкером в егерском генерал-адъютанта князя Чернышёва полку, с полком постоянно принимал участие в делах против чеченцев и дагестанцев, за доблесть был произведён 1 января 1845 года в унтер-офицеры и награждён 12 апреля того же года знаком отличия военного ордена. 1 июля 1845 года за отличие при штурме Андийских высот во время Даргинской экспедиции произведён в прапорщики. В кампании 1846 года, с января по сентябрь, входил в состав гарнизона Куринского укрепления и неоднократно был в делах против Шамиля. С мая 1847 года находясь в составе генерал-майора Р. К. Фрейтага был в боях возле крепостей Грозной и Воздвиженской и за отличие произведён в подпоручики (14 сентября) и поручики (6 декабря). В январе—феврале 1848 года участвовал в составе отряда Фрейтага в боевых действиях в Малой Чечне, с апреля находился в командировке в Дагестанском отряде, с которым участвовал в осадных работах у аула Гергебиль. 23 июня во время движения колонны генерал-майора Э. В. Бриммера был ранен. 25 июня 1850 года был произведён в штабс-капитаны (со старшинством от 31 марта 1849). В кампаниях 1849 и начала 1850 гг. Святополк-Мирский неоднократно бывал в походах и перестрелках с горцами. Состоя с 17 февраля 1850 года адъютантом начальника штаба войск на Кавказе генерал-адъютанта П. Е. Коцебу, Святополк-Мирский до конца года находился в Тифлисе, а затем в январе—марте 1851 года находился на левом фланге Кавказской линии и был в боях против Хаджи-Мурата, Талгика и Шамиля, за отличие в этих делах 18 июня был произведён в капитаны (со старшинством от 8 января). В следующем году участвовал в боевых действиях против горцев на реке Мичик и 2 июня 1852 года произведён в майоры. Назначенный 29 сентября того же года адъютантом главнокомандующего отдельным Кавказским корпусом князя М. С. Воронцова, Святополк-Мирский состоял в непосредственном подчинении у князя А. И. Барятинского, с которым совершил в 1853 году повторную боевую экспедицию на р. Мичик. За отличие против горцев 9 января 1853 года был произведён в подполковники (со старшинством от 2 февраля 1853).
За боевые отличия в делах против горцев награждён орденами св. Владимира 4-й степени с бантом (23 сентября 1848 г., за отличие при взятии Гергебиля) и св. Анны 3-й степени с бантом (3 декабря 1849 г., за отличие в кампании 1849 г.).
Во время Крымской войны в качестве адъютанта главнокомандующего отдельным Кавказским корпусом был в Александропольском отряде и участвовал в сражениях при Баяндуре и Курюк-Дара, за Баяндурское сражение был 14 мая 1854 года удостоен ордена св. Анны 2-й степени, а за Курюк-Дара получил 27 февраля 1855 года императорскую корону к этому ордену. В октябре 1854 года был переведён в Тенгинский пехотный полк, но прослужил в нём недолго. При назначении Н. Н. Муравьёва главнокомандующим на Кавказе Дмитрий Иванович публично выступил оппонентом последнего, написав ему письмо в защиту порядков Воронцова. Вынужденный покинуть Кавказ, Святополк-Мирский в 1855 году находился в Крыму в составе Азовского пехотного полка, в сражении с англо-французами на Чёрной речке был ранен, однако остался в строю и был назначен командиром 2-го батальона Одесского егерского полка, 19 ноября 1855 года произведён в полковники (со старшинством от 20 августа того же года), 11 сентября назначен командиром пехотного генерал-фельдмаршала Дибича-Забалканского полка.
12 января 1856 году награждён орденом св. Георгия 4-й степени («За оборону Севастополя»).
По окончании Крымской войны Святополк-Мирский вернулся на Кавказ. С 6 сентября 1857 года он командовал Кабардинским полком, с которым совершил кампанию 1858 году в нагорной части Чечни и 12 июля был назначен начальником Кумыкского округа с оставлением в должности командира полка. 12 апреля 1859 года произведён в генерал-майоры и назначен начальником штаба войск в Прикаспийском крае, тогда же был зачислен в свиту его величества. В кампании против горцев в 1859 г. начальствовал походным штабом Дагестанского отряда генерал-адъютанта барона А. Е. Врангеля и принял участие во взятии штурмом аула Гуниб; за взятие этого укреплённого аула был награждён 22 сентября 1859 года орденом св. Анны 1-й степени с мечами и 3 января 1860 года — орденом св. Владимира 3-й степени с мечами.
В 1861 году последовал Высочайший указ:

Снисходя на представленную нам военным министром всеподданнейшую просьбу свиты нашей генерал-майора Дмитрия Ивановича Святополк-Мирского, всемилостивейше дозволяем ему, Дмитрию, брату его, нашему флигель-адъютанту подполковнику Николаю и отцу их Фоме-Богуславу-Ивану Святополк-Мирским с их потомством именоваться в России князьями, без предъявления документов на сей титул, утраченных во время польской войны 1831 года
После пленения Шамиля и покорения Восточного Кавказа был помощником командующего войсками Кубанской области и был в походах на реки Кубань и Убин. 23 апреля 1861 года получил орден св. Владимира 2-й степени с мечами, 21 сентября 1861 года произведён в генерал-лейтенанты и назначен начальником Терской области, Высочайшим приказом от 18 апреля 1862 года зачислен в списки Кабардинского пехотного полка и числился в полку вплоть до самой смерти; с 1863 года по 23 апреля 1867 года занимал должность Кутаисского генерал-губернатора; в это время ему пришлось подавить возмущение горцев в Абхазии и ввести в только что покорённой стране новое административное и судебное устройство. За труды на ниве гражданского управления Святополк-Мирский был произведён 16 июня 1866 года в генерал-адъютанты, награждён орденами Белого Орла (4 мая 1863 г.) и св. Александра Невского (8 ноября 1866 г.), 30 августа 1870 года ему были пожалованы алмазные знаки к последней награде. 30 августа 1873 года Дмитрий Иванович получил чин генерала от инфантерии.

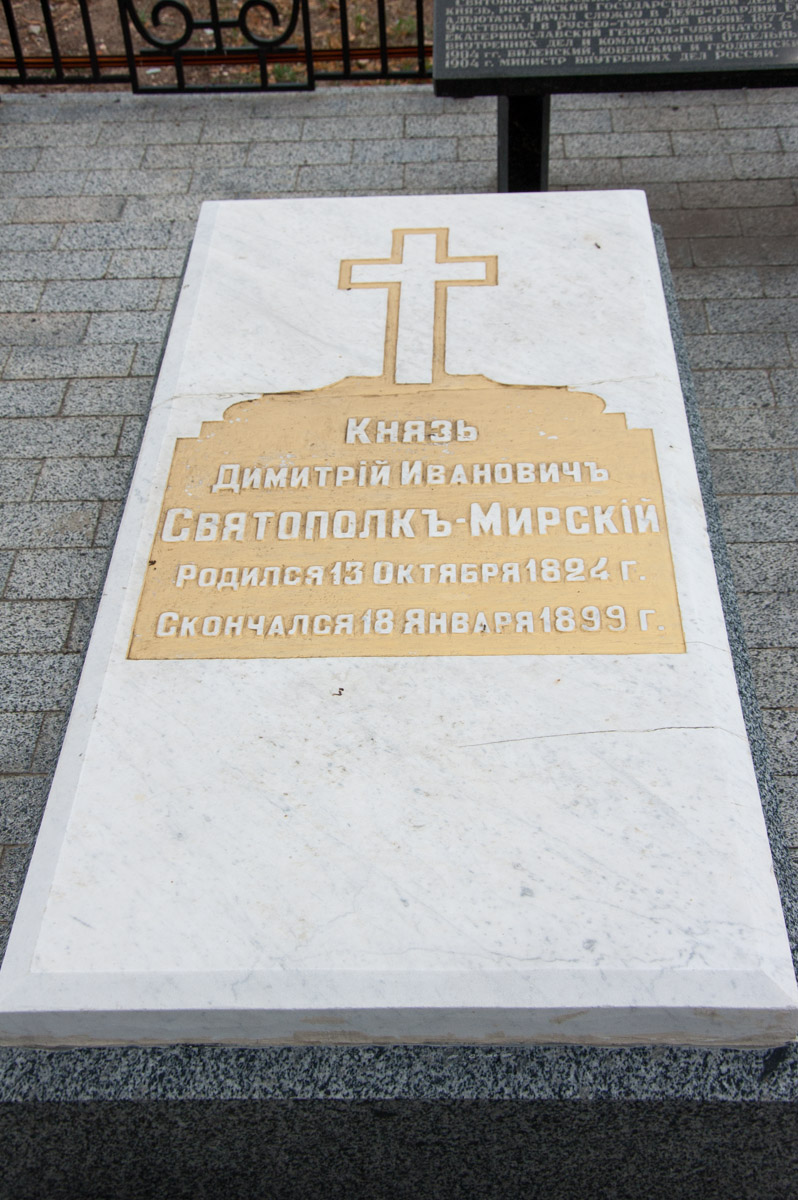
Могила в Люботине

Кроме всего, 19 декабря 1869 года, князь Святополк-Мирский был избран действительным членом и почётным председателем Кавказского отделения Русского географического общества.
В 1875 году он был назначен помощником Кавказского наместника великого князя Михаила Николаевича. Во время русско-турецкой войны 1877—1878 гг. князь Святополк-Мирский состоял при главнокомандующем Кавказской армией и принимал деятельное участие в планировании и проведении штурма Карса; 12 ноября 1877 года ему был пожалован орден св. Георгия 2-й степени за № 108 («За военные подвиги, оказанные при взятии крепости Карса в ночь с 5-го на 6-е ноября 1877 года».
17 февраля 1879 года награждён орденом св. Владимира 1-й степени с мечами. В 1880 году Святополк-Мирский был назначен членом Государственного совета. В 1881—1882 годы исполнял обязанности командующего войсками Харьковского военного округа и временного Харьковского генерал-губернатора. В 1882 году он подал в отставку, сославшись на ухудшение здоровья. Но в марте 1884 году в письме к Л. Н. Толстому писал: 

Вот скоро два года, что я отказался от должностной государственной службы, не столько ради моих убеждений, сколько по знанию их шаткости. Нельзя двигаться, а тем более направлять других, не зная, куда и зачем. Вот почему я остановился и зажил в деревне.
В своём дневнике Лев Толстой записал 5 апреля 1884 года: «Письмо от Мирского и стихи. Поразительно. Он христианин. Стихи прекрасны по содержанию и 13-летнего мальчика по форме…». Валериан Ширков, предводитель дворянства Валковского уезда, в «Харьковских губернских ведомостях» повторяет слова Святополк-Мирского: «Глупо быть недобрым». Ширкова поражало, как много знал человек, не прошедший высшего образовательного курса. Его природный ум оказался подготовленным для разрешения самых сложных задач государственной жизни.

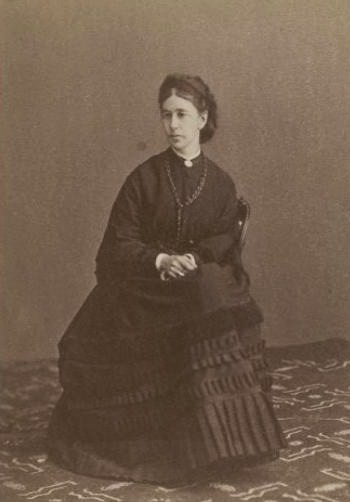
Княгиня Софья Яковлевна

14 июня 1895 года по случаю пятидесятилетия службы в офицерских чинах был удостоен ордена св. Андрея Первозванного.
Умер в Ницце, похоронен в родовом имении Гиёвка близ Люботина Харьковской губернии.

## Семья
Жена — княжна Софья Яковлевна Орбелиани (1829—1879), за заслуги мужа была пожалована в кавалерственный дамы Орден Св. Екатерины (малого креста) (18.10.1871). У них были дети: Нина (1852—1926, замужем за Ставропольским и Выборгским губернатором генералом от инфантерии В. А. Деном), Мария (1853—1889, замужем за генерал-майором И. М. Орбелиани), Пётр (1857—1914, министр внутренних дел, член Государственного совета), Ольга (?—1898) (замужем за военным губернатором Дагестанской области князем А. А. Барятинским).